# Axilas
Axilas (portugiesisch für: Achselhöhlen) ist eine gesellschaftskritische Filmkomödie des portugiesischen Regisseurs José Fonseca e Costa aus dem Jahr 2016. Es war der letzte Film des Regisseurs.
Es ist eine tragikomische und groteske, in ruhiger Erzählweise angelegte Literaturverfilmung der 2011 erschienenen gleichnamigen Erzählung des brasilianischen Autors Rubem Fonseca. Der Film übt durch die Darstellung der heuchlerischen, korrupten und dekadenten reichen Oberschicht und der Religion Sozialkritik.

## Handlung
Lázaro de Jesus ist der adoptierte Sohn einer reichen alten Dame, die er Großmutter nennt. Durch sie wird ein alteingesessener, so konservativ wie heuchlerischer Rechtsanwalt sein beschützender Patenonkel, und der enorm reiche und einflussreiche Bankier Maldonado sein Fürsprecher. Die alte Dame ist es auch, die die fromme Angelina als seine Braut aussucht. Heimlich jedoch pflegt der gelangweilte und von niederen Instinkten und fehlenden moralischen Werten gekennzeichnete, förmlich gebildete Lázaro ganz andere, nach Frauen ausgerichtete Interessen, darunter seine Obsession für weibliche Achselhöhlen. Persönlichen Umgang pflegt er lieber zu seinen Freunden, einfachen Leuten und Kleinkriminellen aus den engen Gassen der Altstadtviertel Lissabons, fernab der altehrwürdigen Villa, in dem der puritanische Geist der alten Familie herrscht, personifiziert durch die Großmutter.
Die alte Dame hält das Arbeitszimmer ihres schon lange verstorbenen Mannes verschlossen. Lázaro erhält aber eines Tages zufällig Zugang und entdeckt die erotischen Abbildungen, die der Verstorbene dort versteckt hielt. Auch er hatte eine starke Verehrung für die weibliche Achselhöhle. Als die Großmutter das Zimmer später unverschlossen vorfindet, bricht sie zusammen und stirbt wenige Tage später. Lázaro ist nun ein millionenschwerer Erbe.
Als er die Geigerin Maria Pia in einem Tschaikowski-Konzert des Orquestra Gulbenkian in der Gulbenkian-Stiftung sieht, deren Achselhöhlen er in ihrem ärmellosen Kleid sehen kann, verliebt er sich scheinbar in sie, jedenfalls richtet er fortan sein ansonsten sinnloses Leben nach ihr aus. Sie weist ihn ab. Als er ihr jedoch ein Bild schenken will, das sie zusammen im Museu Calouste Gulbenkian betrachtet hatten, ändert sie ihre Haltung, und sie lädt ihn zur Übergabe in ihre Wohnung hoch oben in einem Hochhaus ein. Doch Lázaro hat kein Gemälde dabei, sondern schlägt sie bewusstlos, reißt ihr die Bluse auf und liebkost kurz ihre Achselhöhlen. Danach wirft er sie kurzerhand aus dem offenen Fenster. Anschließend schreibt er in ihrem Namen einen von unerfüllter Liebe berichtenden Abschiedsbrief, fälscht ihre Unterschrift, und anderntags liest er vom tragischen Selbstmord der jungen talentierten Geigerin in der Presse.
Lázaro geht zur Beerdigung Maria Pias auf dem Cemitério dos Prazeres, trifft dort überraschend sowohl die ihm bislang unbekannte Zwillingsschwester Maria Pias als auch Angelina, die die Verstorbene kannte. Lázaro gibt sich den Angehörigen als der Unbekannte aus Maria Pias Abschieds-Liebesbrief aus. Stets protegiert vom reichen und mächtigen Umfeld seiner verstorbenen Großmutter und nun auch persönlich schwerreich, nähert sich Lázaro jetzt wieder Angelina an, die nun ihrerseits interessiert ist, und sie gehen zusammen weg.

## Produktion
Der Film wurde von der Filmproduktionsgesellschaft Leopardo Filmes produziert, mit finanzieller Unterstützung durch die Filmförderungsanstalt ICA (Instituto do Cinema e do Audiovisual), den öffentlich-rechtlichen Fernsehsender RTP und die Stadtverwaltung Lissabon.
Die Dreharbeiten fanden vom 5. September 2015 bis zum 9. Oktober 2015 überwiegend in Lissabon statt. Nach dem Tod des Regisseurs im November 2015 fand die letzte Woche der Dreharbeiten im Februar 2016 statt, unter Leitung von Pedro Milhomens, der den Film danach auch schnitt.
Neben der Filmmusik wird auch das Stück Se Eu Canto o Samba von Laurent Filipe verwendet, dazu sind das Adagio g-Moll von Tomaso Albinoni (Interpretation: Ianina und Matilde Khmelik) und die 5. Sinfonie von Tschaikowski in der Interpretation des Orquestra Gulbenkians zu hören, deren Aufführung auch im Film zu sehen ist.

## Rezeption
Die offizielle Vorpremiere fand am 2. Mai 2016 im Großen Auditorium der Gulbenkian-Stiftung in Lissabon statt, in Anwesenheit des Premierministers António Costa, des Kulturministers João Soares (beide ehemalige Bürgermeister der Stadt Lissabon, die den Film mitfinanzierte) und fast aller Darsteller, vorgestellt von Produzenten Paulo Branco und der Witwe des Regisseurs. Am 5. Mai 2016 kam er in die portugiesischen Kinos, wo er 4.651 Zuschauer zählte, für portugiesische Verhältnisse zumindest ein Achtungserfolg.
Der Film war für mehrere portugiesische Filmpreise nominiert, darunter die Prémios Sophia in drei Kategorien, u. a. Beste Regie und Bestes Drehbuch.
Axilas erschien 2016 als DVD bei Leopardo Filmes.